# Galvan (cidade)
Galvan (em persa: گلوان, também romanizado como Galvān e Gelvān) é uma vila no Distrito rural de Beygom Qaleh, no Condado de Naqadeh, Azerbaijão Ocidental, Irã. De acordo com o censo de 2006, sua população era de 633 pessoas, em 98 famílias.